# Lužnice
Lužnice (deutsch Luschnitz) ist eine Gemeinde in Tschechien. Sie befindet sich 23 Kilometer nordöstlich des Stadtzentrums von České Budějovice und gehört zum Okres Jindřichův Hradec.

## Geographie
Der Ort befindet sich unterhalb des Rosenberg-Weihers am linken Ufer der Lainsitz (Lužnice), die dem Dorf den Namen gab. Westlich liegt das Naturreservat Velký und Malý Tisý mit einer Vielzahl weiterer großer und kleiner Fischteiche.
Nachbarorte sind Klec im Norden, Kolence und Novosedly nad Nežárkou im Nordosten, Mláka im Osten, Stará Hlína und Nová Hlína im Südosten, Holičky, Třeboň und Břilice im Süden, Přeseka im Südwesten, Horní Slověnice im Westen sowie Lomnice nad Lužnicí im Nordwesten.

## Geschichte

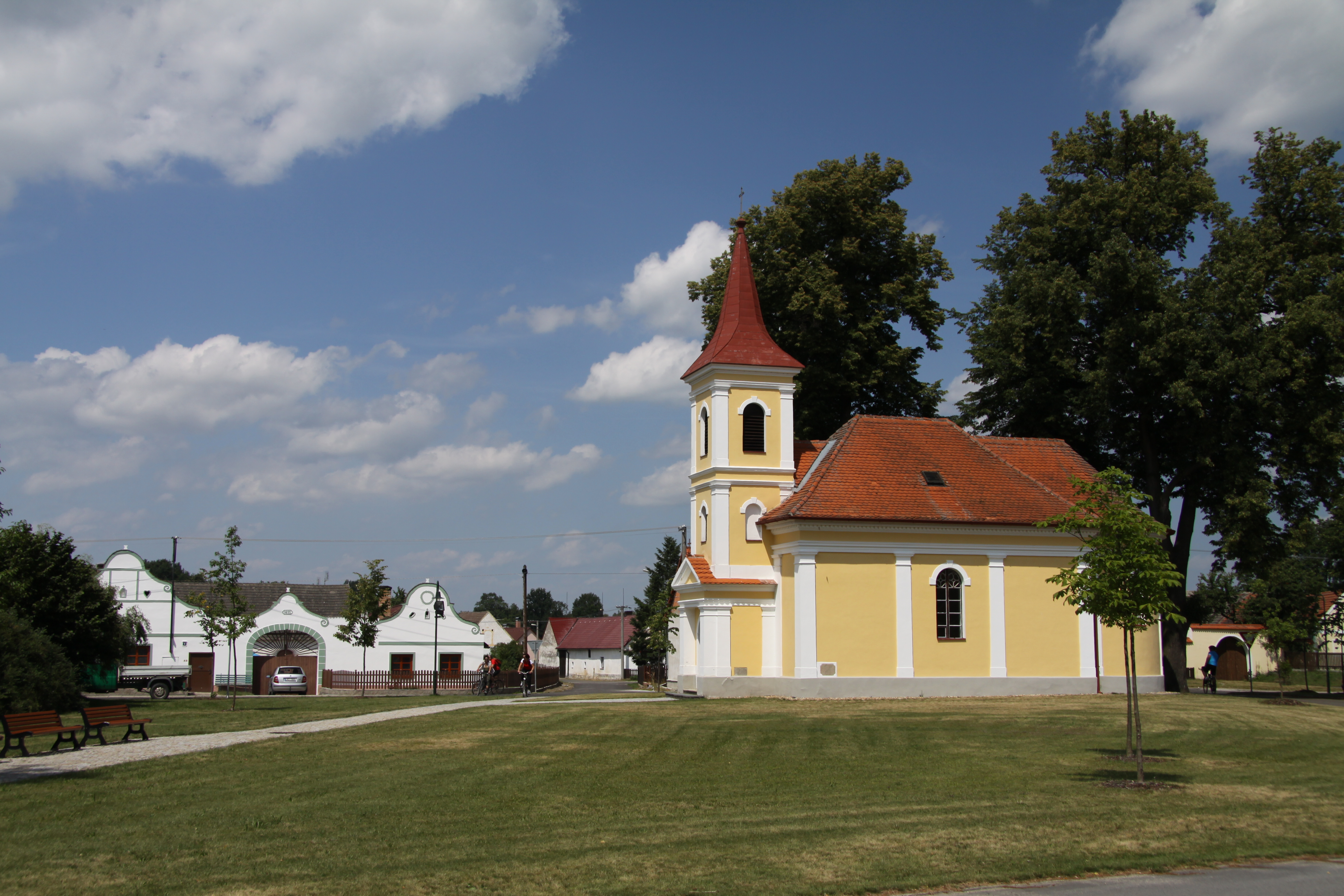
Kapelle des Hl. Johannes von Nepomuk

Erstmals urkundlich erwähnt wurde das Dorf Luznicz im Jahre 1371. Der Ort gehörte zum Lomnitzer Gut der Landsteiner, einer Linie der Wittigonen. 1435 holte Ulrich II. von Rosenberg Lužnice von den Hussiten zurück und gliederte das Dorf in die Herrschaft Třeboň ein. 1660 wurden die Schwarzenberger Besitzer von Lužnice. Zwischen 1830 und 1833 entstand das erste Schulhaus. 1840 lebten in dem aus 49 Häusern bestehenden Ort 449 Menschen.
In den Jahren 1869 bis 1872 erfolgte der Bau der Eisenbahn. 1890 wurde Luschnitz von einem starken Hochwasser der Lainsitz überflutet. Im Jahre 1900 war die Einwohnerzahl auf 588 angewachsen. Unterhalb des Deiches des Rosenwerk-Weihers wurde 1922 ein Elektrizitätswerk angelegt.
Im Jahre 1976 erfolgte die Eingemeindung nach Lomnice nad Lužnicí. Seit dem 1. Juli 1990 ist Lužnice wieder eine Gemeinde.

## Gemeindegliederung
Für die Gemeinde Lužnice sind keine Ortsteile ausgewiesen. Zu Lužnice gehören die Einschichten Hamr, Kocanda, Rožmberská Bašta, U Harazíma, U Šochta und U Zahradníků.

## Sehenswürdigkeiten
- Rosenberg-Weiher
- Naturreservat Velký und Malý Tisý
- Statue des Hl. Johannes von Nepomuk
- Gutshof „Rožmberská bašta“ am Damm des Rosenberg-Weihers
- Kapelle des Hl. Johannes von Nepomuk, errichtet 1875